# Jiří Skoblík
Jiří Skoblík (16. srpna 1932 Praha – 13. prosince 2020 Praha) byl český katolický kněz, vysokoškolský pedagog, kazatel, emeritní kanovník svatovítské kapituly, autor odborných publikací a řady článků týkajících se morální teologie a etických aktualit.

## Život
Středoškolské vzdělání získal na Nerudově gymnáziu v Praze 1 v letech 1943–1951. V letech 1951–1956 studoval hudbu na pražské konzervatoři. Ke kněžství studoval na Cyrilometodějské bohoslovecké fakultě v Litoměřicích v letech 1956–1961. Dne 25. června 1961 byl v litoměřické katedrále sv. Štěpána vysvěcen na kněze. Od srpna roku 1961 byl dómským vikářem ve svatovítské katedrále. Od 1. září 1961 do 26. září 1963 absolvoval v Písku základní vojenskou službu. Od roku 1963 působil na různých místech v duchovní správě. Nejprve jako kaplan v Praze u Nejsvětějšího Srdce Páně v období 1. října 1963 – 30. dubna 1965, dále v Plzni u sv. Bartoloměje od 1. května 1965 do 31. května 1968, poté v kostele svatého Václava v Praze-Nuslích od 1. června 1968 do 30. dubna 1969 a v kostele Neposkvrněného početí Panny Marie v Praze-Strašnicích od 1. května 1969 do 30. září 1975. Mimo to byl duchovním správcem kaple Nejsvětějšího Srdce Páně v Praze-Malešicích od 1. ledna 1972 do 30. září 1975. Jeho další působiště bylo rovněž kaplanské a to u sv. Ignáce v Praze od 1. října 1975 do 30. dubna 1981, kdy byl od 1. května 1981 jmenován u sv. Ignáce rektorem kostela, kterým zůstal až do 30. března 1990.
V roce 1983 obhájil disertační práci a dne 31. května 1983 byl promován na doktora teologie. Od 1. února 1990 se stal odborným asistentem na Katolické teologické fakultě Univerzity Karlovy a přednáší morální teologii. Od 1. dubna 1990 do 30. června 1995 byl rektorem kostela Nanebevzetí Panny Marie v Praze na Karlově a od 15. září 1992 do 31. prosince 1999 byl externím spirituálem pražského arcibiskupského kněžského semináře.
Dne 23. srpna 1993 se stal sídelním kanovníkem Metropolitní kapituly u katedrály sv. Víta v Praze. V rozmezí 1. července 1995 až 31. prosince 2002 byl kanovníkem penitenciářem a do roku 2010 kancléřem kapituly. Od 1. července 1995 byl jmenován farářem katedrály sv. Víta v Praze. Od 1. července 2001 je rektorem kostela sv. Benedikta v Praze na Hradčanech.
V roce 2001–2002 prošel habilitačním řízením na Cyrilometodějské teologické fakultě Palackého univerzity v Olomouci a od 23. září 2002 jako docent byl rektorem Univerzity Karlovy Ivanem Wilhelmem jmenován vedoucím katedry systematických oborů na KTF UK. V této funkci setrval až do 30. září 2004. V období 2. března 2006 až 31. srpna 2006 byl proděkanem KTF UK. Dále pak zůstává jako externí vyučující na KTF UK. V roce 2008 jej papež Benedikt XVI. ocenil titulem Papežský prelát. Jmenovací dekret mu byl slavnostně předán 21. června 2008 ve svatovítské katedrále. Od 12. března 2010, kdy byla přijata jeho rezignace na místo sídelního kanovníka, jak vyplývá ze stanov svatovítské kapituly, se stal emeritním kanovníkem.
Zemřel o 3. adventní neděli 13. prosince 2020 v Ústřední vojenské nemocnici v Praze.